# Quint Muci Escèvola (cònsol 174 aC)
Quint Muci Escèvola (en llatí: Quintus Mucius Scaevola) va ser un magistrat romà que va viure al segle ii aC. Era fill de Quint Muci Escèvola, pretor el 215 aC, i formava part de la gens Múcia.
Va ser pretor l'any 179 aC i va rebre Sicília com a província. Després va ser elegit cònsol el 174 aC junt amb Espuri Postumi Albí. Escèvola va acompanyar com a tribú militar al cònsol Publi Licini Cras l'any 171 aC, a la campanya de la Tercera Guerra Macedònica contra el rei Perseu.